# قاعدة الدوال العكسية

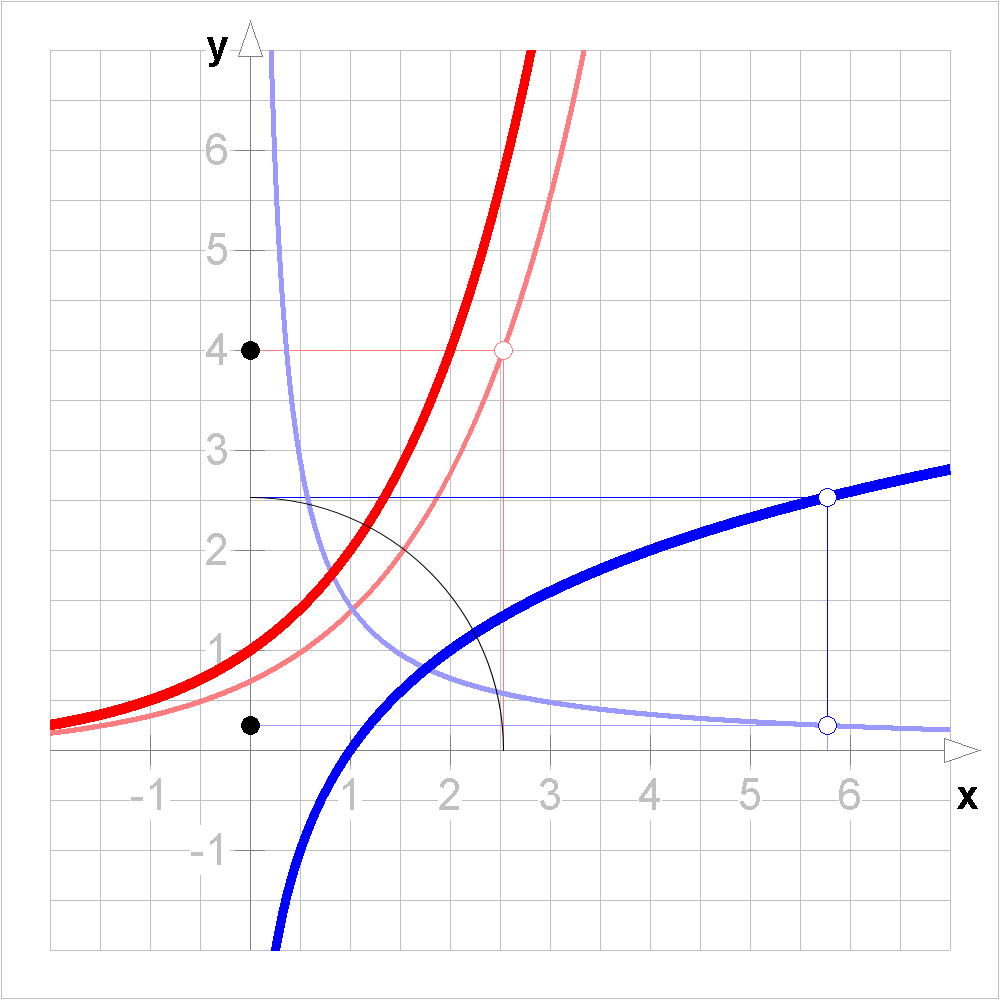
قاعدة:
مثال اختياري :

في الرياضيات، عكس الدالة الرياضية {\displaystyle y=f(x)} هو دالة رياضية تعكس تأثيرات التابع {\displaystyle f} (دالة عكسية) ويرمز لمعكوس الدالة بـ : {\displaystyle f^{-1}}.

## الوصف الرياضي
التعبيرين : {\displaystyle y=f(x)\!} و {\displaystyle x=f^{-1}(y)\!} تعبيرين متكافئين.
المفاضلة في علم الحسبان هو عملية إيجاد المشتق والاشتقاق هو إيجاد ميل المماس عند كل نقطة.
{\displaystyle {\frac {dy}{dx}}} تمثل مشتق التابع {\displaystyle y=f(x)} بالنسبة للمتغير {\displaystyle x.}
{\displaystyle {\frac {dx}{dy}}} تمثل مشتق التابع {\displaystyle x=f(y)} بالنسبة للمتغير {\displaystyle y.}
حسب ترميز لايبنتز :
{\displaystyle {\frac {dx}{dy}}\,\cdot \,{\frac {dy}{dx}}=1.}
يعتبر هذا نتيجة مباشرة لقاعدة السلسلة :
{\displaystyle {\frac {dx}{dy}}\,\cdot \,{\frac {dy}{dx}}={\frac {dx}{dx}}}

## طالع أيضًا
- تفاضل وتكامل
- دالة عكسية
- قاعدة السلسلة
- مبرهنة الدالة الضمنية
- تكامل الدوال العكسية [الإنجليزية]